# Alaksandr Turczyn
Alaksandr Hienrychawicz Turczyn (biał. Аляксaндр Гeнрыхавіч Турчын; ros. Алексaндр Гeнрихович Турчин; ur. 2 lipca 1975 w Nowogródku) – białoruski ekonomista, urzędnik państwowy i polityk. Od 10 marca 2025 premier Białorusi.

## Życiorys
Urodził się i wychował w Nowogródku. Jest synem lekarki i nauczyciela fizyki. 
W 1992 rozpoczął studia w Mohylewskim Instytucie Budowy Maszyn (obecnie Uniwersytet Białorusko-Rosyjski), których nie ukończył. Pracował jako kierownik sklepu w Nowogródku, a następnie był zatrudniony na stanowisku inspektora podatkowego. W 2002 ukończył studia na Białoruskim Państwowym Uniwersytecie Ekonomicznym, zaś w 2009 – w Akademii Zarządzania przy Prezydencie Republiki Białorusi. 
W latach 2004–2010 był kierownikiem Departamentu Finansów Komitetu Wykonawczego Obwodu Grodzieńskiego. Od 2010 do 2012 zajmował stanowisko szefa Komitetu Ekonomicznego w Komitecie Wykonawczym Obwodu Mińskiego – po czym (do 2015) był wiceprzewodniczącym Komitetu Wykonawczego tego obwodu. Od 2015 do 2016 pełnił funkcję asystenta prezydenta – inspektora obwodu homelskiego. W latch 2016–2018 kierował Urzędem Rady Ministrów. 18 sierpnia 2018 objął urząd pierwszego wicepremiera Białorusi w rządzie Siarhieja Rumasa. 3 grudnia 2019 został odwołany z tej funkcji i wyznaczony na stanowisko przewodniczącego Komitetu Wykonawczego Obwodu Mińskiego. Następnego dnia jego kandydatura została oficjalnie zatwierdzona przez Obwodową Radę Deputowanych.
10 marca 2025 prezydent Alaksandr Łukaszenka powołał go na urząd premiera Białorusi.
Ze względu na udział w tłumieniu protestów społecznych po wyborach prezydenckich w 2020, objęty jest sankcjami nałożonymi przez Unię Europejską (oznaczającymi m.in. zakaz podróżowania do państw UE). W 2021 podobne sankcje zostały nałożone na niego przez władze Wielkiej Brytanii i Szwajcarii.
Jest żonaty i ma jedną córkę.

## Źródła
- Турчин Александр Генрихович. Совет Министров Pеспублики Беларусь. [dostęp 2025-07-06]. (ros.).